# Dunmore (Pennsylvania)
Dunmore è un comune (borough) degli Stati Uniti d'America, situato nello stato della Pennsylvania, nella contea di Lackawanna.